# Врачебный проезд
Враче́бный прое́зд (до 5 апреля 1965 года — проекти́руемый прое́зд № 1350) — проезд в Северо-Западном административном округе города Москвы на территории района Покровское-Стрешнево.

## История
Проезд получил современное название по находящимся в его окрестностях больницам: инфекционная клиническая больница № 1, психиатрическая клиническая больница № 12, медико-санитарная часть № 10 (ныне лечебно-оздоровительный центр № 10); ранее название использовалось местными жителями неофициально. До 5 апреля 1965 года назывался проекти́руемый прое́зд № 1350.

## Расположение
Врачебный проезд проходит от Полесского проезда и путей Рижского направления Московской железной дороги на северо-запад, пересекает улицу Габричевского и проходит до шлюза № 8 канала имени Москвы (у северо-западного конца проезда расположены средние ворота шлюза). Нумерация домов начинается от Полесского проезда.

## Примечательные здания и сооружения
По чётной стороне:
- д. 12 — школа № 830 корпус 4 (бывшая школа № 882).

## Транспорт

### Наземный транспорт
По Врачебному проезду не проходят маршруты наземного общественного транспорта. Севернее проезда, на Волоколамском шоссе, расположена остановка «Больница РЖД» автобусов и электробусов № е30, е30к, м1, т70, 88, 356, 412, н12, трамвая № 6.

### Метро
- Станция метро «Щукинская» Таганско-Краснопресненской линии — юго-восточнее проезда, на пересечении улицы Маршала Василевского и Новощукинской улицы с улицей Академика Бочвара и Щукинской улицей.